# Dichapetalum parvifolium
Dichapetalum parvifolium är en tvåhjärtbladig växtart som beskrevs av Adolf Engler. Dichapetalum parvifolium ingår i släktet Dichapetalum och familjen Dichapetalaceae. Inga underarter finns listade i Catalogue of Life.